# Ceratodolius geminatus
Ceratodolius geminatus är en stekelart som beskrevs av Pisica 1986. Ceratodolius geminatus ingår i släktet Ceratodolius och familjen brokparasitsteklar. Inga underarter finns listade i Catalogue of Life.